# Добрынское (Владимирская область)
Добры́нское — село в Суздальском районе Владимирской области России, входит в состав Боголюбовского сельского поселения.

## География
Село расположено на левом берегу р. Нерль, в 12 км к северо-востоку от Владимира.

## История
Впервые упоминается в первой половине XVI века, когда было пожаловано великим московским князем Василием Ивановичем суздальскому епископу, во владении которого находилось до середины XVIII века, после чего перешло в ведомство государственных имуществ. В XIX веке село славилось искусными каменщиками и кровельщиками.
До революции крупное село Боголюбовской волости Владимирского уезда. В 1859 году в селе числилось 200 дворов, в 1905 году — 301 двор.
С 1929 года село являлось центром Добрынинского сельсовета Владимирского района, с 1960 года — в составе Лемешинского сельсовета, с 1965 года — в составе Суздальского района.

## Население
| 1859 | 1897  | 1905  | 1926  | 2002 | 2010 | 2021 |
| ---- | ----- | ----- | ----- | ---- | ---- | ---- |
| 1289 | ↗1459 | ↗1627 | ↘1187 | ↘714 | ↗752 | ↗854 |

## Инфраструктура
В селе имеются Добрынская основная общеобразовательная школа (открыта в 2002 году), плавательный бассейн (работает с 2016 года), фельдшерско-акушерский пункт, отделение почтовой связи.

## Достопримечательности
Сохраняется памятник архитектуры эпохи классицизма - Преображенская церковь с колокольней (1808).

## Транспорт
Через село ходит автобус 102 "Владимир-Раменье".

## Известные люди
В селе родился Герой Советского Союза Василий Огурцов.
В селе родился кинорежиссёр Владимир Толкачиков.